# Harpagoxenus sublaevis
Harpagoxenus sublaevis је инсект из реда Hymenoptera.

## Угроженост
Ова врста се сматра рањивом у погледу угрожености врсте од изумирања.

## Распрострањење
Ареал врсте је ограничен на мањи број држава. 
Врста је присутна у Немачкој, Италији, Француској, Швајцарској и Аустрији.